# A Mars géniusza
A Mars géniusza (The Master Mind of Mars) Edgar Rice Burroughs science fantasy alkotása. A regény folyóiratban az Amazing Stories Annual 1927. július 15-i számában, könyvalakban 1928-ban jelent meg. A kötet a Mars-ciklus (elterjedt még Barsoom-ciklus néven is) 6. része.
Burroughs ötéves kihagyás után, 1927-ben írt újabb folytatást az addigra már hihetetlenül sikeres Mars-sorozatához. A széria addigi kötetei mind John Cartert vagy családjának tagjait állították a középpontba. A Mars géniuszában azonban egy új hős tűnt fel, aki egy modernebb világból érkezett, mint a tizenkilencedik századhoz tartozó polgárháborús hős. Ulysses Paxton az amerikai hadsereg századosaként franciaországi csatamezőn harcolt az első világháborúban, innen került titokzatos módon a Marsra, ahol legendás marsi harcos és tudós vált belőle

## Történet
|  | Alább a cselekmény részletei következnek! |

Ulysses Paxton százados az első világháború egyik véres csatájában halálos sebet kap. Nem sokkal később a Marson találja magát, sértetlenül, ereje teljében. Ám itt egy zseniális tudós fogáságába kerül, aki felfedezte azt az eljárást, amellyel az elöregedett testű személyek átköltözhetnek egy új, fiatalabb, egészséges testbe. Ras Thavas hamarosan bizalmába fogadja a földi embert, és beavatja a speciális agyműtétetek, a balzsamozás és egyéb gyógyító anyagok használatának titkaiba. Paxton beleszeret egy fiatal lányba, aki egy vénasszony testébe zárva kényszerül élni, miközben gyönyörű külsejét a gonosz és vagyonos jeddara, a hely császárnője szerezte meg magának. Az egykori százados kalandos körülmények között szökik meg – a közben megfiatalított – tudóstól. Az általa megmentett kísérleti alanyokkal – köztük egy vad, fehér barsoomi majommal – egy vakmerő mentőexpedíció indul, hogy igazságot szolgáltasson, megmentse szerelmét. A szökevények kalandjaik során a bolygó eddig ismeretlen vidékeire is eljutnak.
|  | Itt a vége a cselekmény részletezésének! |

## Szereplők
- Ulysses Paxton, az amerikai hadsereg századosa (Vad Varo)[1]
- Ras Thavas, marsi tudós
- Valla Dia
- Gor Hajus
- Dar Tarus
- Xaxa, Phundahl úrnője
- Hovan Du
- Mu Tel, a Kan-ház hercege

## Magyarul
- A Mars géniusza. A Mars-ciklus 6. része; ford. Habony Gábor; Szukits, Szeged, 2012